# Samuel Warren Carey
Pour les articles homonymes, voir Warren, Samuel Warren (homonymie) et Carey.
Samuel Warren Carey (Campbelltown, Nouvelle-Galles du Sud, Australie 1911 - 20 mars 2002) est un géologue australien qui fut l'un des premiers défenseurs de la théorie de la dérive des continents. Ses travaux sur les plaques tectoniques l'ont conduit à élaborer la théorie de l'expansion terrestre.

## Biographie

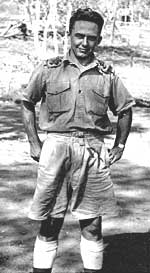
Carey en Nouvelle-Guinée, 1942.

Carey est lieutenant pendant la Seconde Guerre mondiale dans l'unité des forces spéciales Z Force, développant une technique audacieuse utilisant de petites équipes pour miner les navires dans un port ennemi. Cette opération, nommée Scorpion, devient finalement obsolète mais Carey teste secrètement sa technique en infiltrant le port de Townsville en plaçant de petites mines factices sur des navires américains.
Sam Carey est un grand contributeur à la géologie et ses contributions aux théories émergentes se sont révélées en avance sur les vues acceptées de l'époque. Cependant, sa théorie de l'expansion terrestre est désormais considérée comme étant obsolète, en raison des découvertes dans le domaine survenues depuis les années 1960.

## Publications
- The Expanding Earth, 448 pp., Elsevier, Amsterdam 1976
- Theories of the Earth and Universe, 206 pp., Stanford University Press. 1988
- Earth Universe Cosmos - University of Tasmania. 1996